# Devil in Me
Devil in Me ist eine 2004 gegründete, fünfköpfige Hardcore-Punk-Band aus Lissabon.

## Geschichte
Devil in Me wurde 2004 im portugiesischen Lissabon gegründet. Die Band veröffentlichte bisher vier Alben. Das Debütalbum, Born to Lose, erschien 2006 über das Kleinstlabel Sons Urbanos. Die Gruppe wechselte zum belgischen Plattenlabel I Scream Records, worüber im März 2007 das Nachfolgeralbum Brothers in Arms erschien. Das dritte  Album, The End, erschien 2012 als Re-Release über GSR Music und wurde von Andrew Neufeld, dem Sänger der Band Comeback Kid, produziert. Im November 2012 spielte die Gruppe elf Konzerte, die sie durch Spanien, Italien, die Slowakei, Bulgarien, Serbien, die Tschechische Republik, Österreich, Belgien und Deutschland führten. 2013 tourte Devil in Me gemeinsam mit Stray from the Path als Support für Deez Nuts und The Ghost Inside durch Europa. Das 2015 veröffentlichte Album Soul Rebel erschien beim deutschen Label Impericon.
Sänger Correia ist seit 2015 primär mit der Band „Sam Alone and The Gravediggers“ beschäftigt, die Rockmusik im Stile von Neil Young und Bruce Springsteen kreiert.

## Diskografie
- 2006: Born to Lose (Sons Urbanos)
- 2007: Brothers in Arms (I Scream Records)
- 2012: The End (GSR Music)
- 2015: Soul Rebel (Impericon Records)